# 聖伊爾德豐索 (聖維森特省)
聖伊爾德豐索（西班牙語：San Ildefonso），是薩爾瓦多的城鎮，位於該國中部，由聖維森特省負責管轄，面積136.37平方公里，海拔高度205米，2007年人口7,799，人口密度每平方公里57.19人。
13°42′N 88°34′W / 13.700°N 88.567°W